# Mibu, Tochigi
Mibu (壬生町 Mibu-machi) là thị trấn thuộc huyện Shimotsuga, tỉnh Tochigi, Nhật Bản. Tính đến ngày 1 tháng 10 năm 2020, dân số ước tính thị trấn là 39.474 người và mật độ dân số là 650 người/km2. Tổng diện tích thị trấn là 61,06 km2.